# Acacia flavipila
Acacia flavipila é uma espécie de leguminosa do gênero Acacia, pertencente à família Fabaceae.